# Toxeus magnus
Toxeus magnus – gatunek pająków z rodziny skakunowatych (Salticidae). Zamieszkują wschodnie rejony Azji. Naukowa nazwa gatunku została po raz pierwszy opublikowana w roku 1933 przez Kendo Saito. Samice opiekują się młodymi, wydzielając płyn, który zostawiają na oprzędzie, a następnie po wykluciu się młodych karmią nim młode bezpośrednio. Substancja spełnia dokładnie taką samą funkcję jak mleko ssaków.